# Estero Salado

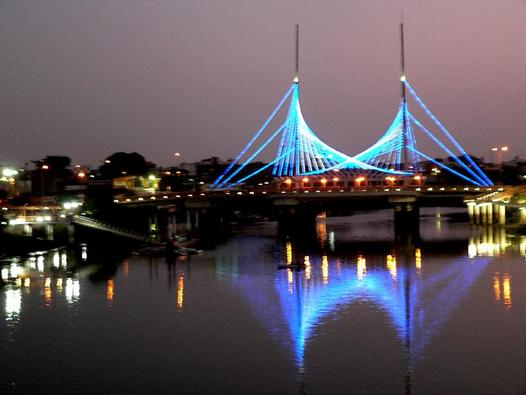
Le Puente del Velero au crépuscule, se reflétant dans l’Estero Salado dans la ville de Guayaquil

L'Estero Salado, situé en Équateur, est un estuaire composé d’un réseau complexe de chenaux. Du point de vue géomorphologique et océanographique, c’est un bras de mer.
Avec les cours inférieures des rivières Daule et Babahoyo, il fait partie de l’écosystème appelé « Estuaire intérieur du golfe de Guayaquil ».
Dans la partie sud de la ville de Guayaquil, l’Estero Salado, par une branche connue sous le nom d’Estero Cobina, rejoint le Río Guayas par un canal doté d’écluses.
Les eaux et les berges de l’Estero Salado souffrent de graves problèmes de pollution, dus exclusivement à l’évacuation sauvage des déchets industriels et ménagers. En outre, il est menacé par des familles qui gagnent du terrain sur l’eau et construisent des maisons illégales.
Entre 1993 et 2002, le Comité écologique du littoral, une organisation environnementale de Guayaquil, a organisé des journées de nettoyage des rives de l’Estero Salado. Cette tentative de sensibiliser la population à la jeunesse de Guayaquil a eu beaucoup d’écho. Cependant, il reste beaucoup à faire pour retrouver de la propreté de ce bras de mer.
En 2011, le gouvernement équatorien a indiqué que l’Estero se rétablirait à 100 % et que la plupart des habitants de ses rives seraient relocalisés. Mais jusqu’à présent, il n’y a pas eu d’amélioration et l’Estero est sur la liste des pires catastrophes environnementales d’eau douce.